# NHK 구마모토 방송국
NHK 구마모토 방송국(熊本 放送局)은 일본 구마모토현을 방송 구역으로 하는 NHK의 지역방송국이며 중파·FM라디오·텔레비전 방송을 담당하고 있다.

## 연혁

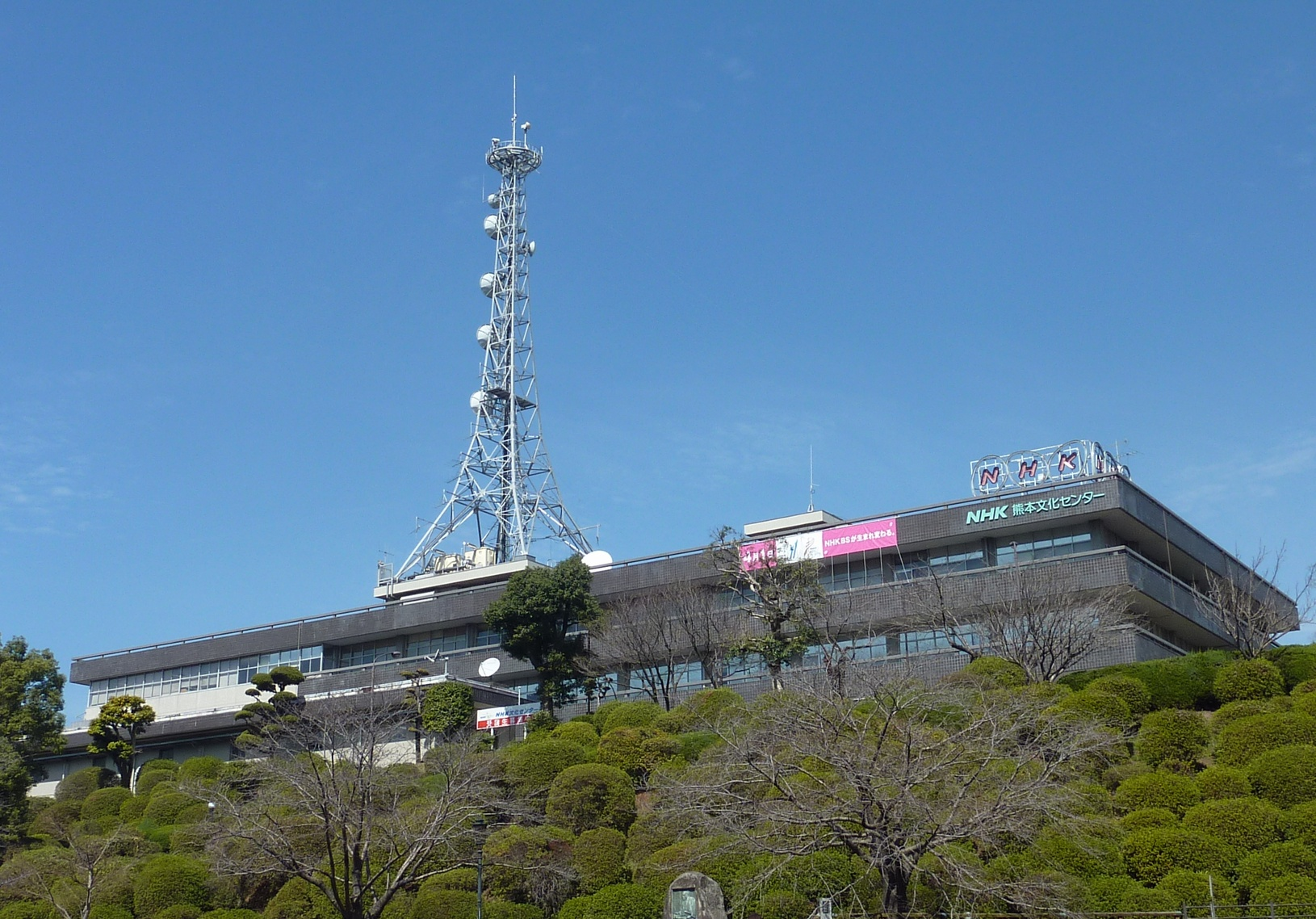
NHK 구마모토 방송국

- 1928년 6월　규슈 첫 방송국으로서 라디오 방송 개국.
- 1934년 5월　규슈 지구 기간 방송국으로 승격하면서 구마모토 중앙 방송국으로 명칭변경
- 1945년 9월 라디오 제2방송 개시.
- 1958년 2월　종합 텔레비전 방송 개시.
- 1963년 2월　교육 텔레비전 방송 개시.
- 1980년　NHK의 중앙 방송국 제도 폐지에 따라 「구마모토 방송국」으로 개칭.
- 1983년 6월 종합 텔레비전 음성다중방송 개시.
- 1992년 11월　NHK 후쿠오카방송 센터 완성에 따라 규슈 지구 중심 방송국 역할을 후쿠오카 방송으로 통합.
- 2006년 11월 1일　지상파 디지털 텔레비전 시험 방송 개시
- 2006년 12월 1일　지상파 디지털 텔레비전 본방송 개시
- 2011년 7월 24일 지상파 아날로그 텔레비전 방송 종료

## 채널·주파수
- 라디오 제1방송 구마모토 본국 756 kHz(JOGK) 출력:10 kW
- 라디오 제2방송 구마모토 본국 873 kHz(JOGB) 출력:500 kW

### 텔레비전 방송
- 종합 텔레비전 구마모토본국 28ch(JOGK-DTV)
- 교육 텔레비전 구마모토본국 24ch(JOGB-DTV)

### 라디오 방송
| 방송국·중계국     | 주파수   | 출력  | 비고                               |
| ----------------- | -------- | ----- | ---------------------------------- |
| 구마모토 방송국   | 756 kHz  | 10 kW | 호출부호는 JOGK                    |
| 히토요시 중계국   | 846 kHz  | 1 kW  |                                    |
| 미나마타 중계국   | 1341 kHz | 1 kW  | 예전에는 999kHz로 방송을 송출했다. |
| 아소 중계국       | 1503 kHz | 1 kW  |                                    |
| 미나미아소 중계국 | 1026 kHz | 100W  |                                    |

| 방송국·중계국   | 주파수   | 출력   | 비고            |
| --------------- | -------- | ------ | --------------- |
| 구마모토 방송국 | 873 kHz  | 500 kW | 호출부호는 JOGB |
| 히토요시 중계국 | 1602 kHz | 1 kW   |                 |

| 방송국·중계국     | 주파수   | 출력 | 비고               |
| ----------------- | -------- | ---- | ------------------ |
| 구마모토 방송국   | 85.4 MHz | 1 kW | 호출부호는 JOGK-FM |
| 야베 중계국       | 89.8 MHz | 10W  |                    |
| 소요 중계국       | 86.8 MHz | 10W  |                    |
| 사카모토 중계국   | 83.1 MHz | 1W   |                    |
| 아소 중계국       | 86.3 MHz | 3W   |                    |
| 미나미아소 중계국 | 83.8 MHz | 10W  |                    |
| 히고오구니 중계국 | 83.9 MHz | 10W  |                    |
| 우시부카 중계국   | 83.3 MHz | 10W  |                    |
| 가와우라 중계국   | 84.2 MHz | 10W  |                    |
| 다카하마 중계국   | 82.9 MHz | 3W   |                    |
| 미나마타 중계국   | 82.5 MHz | 100W |                    |
| 아시키타 중계국   | 81.5 MHz | 1W   |                    |
| 히토요시 중계국   | 82.8 MHz | 50W  |                    |
| 이쓰키 중계국     | 84.0 MHz | 10W  |                    |

## 구마모토현에 있는 다른 텔레비전·라디오 방송국
- 구마모토 방송(RKK)(TV는 도쿄 방송 계열국, 라디오는 JRN&NRN계열국)
- 구마모토현민 TV(KKT)(니혼 TV계열)
- 구마모토 아사히 방송(KAB)(TV 아사히계열)
- TV 구마모토(TKU)(후지 TV 계열)
- FM구마모토(JFN 계열)